# Bernabé Barragán Maestre
Bernabé Barragán Maestre (Los Palacios, Sevilla, 18 de febrer de 1993), és un futbolista andalús que juga en la posició de porter, actualment a l'Athens Kallithea.

## Carrera de club
Bernabé es va formar al planter del Reial Betis. El 5 de novembre de 2011, a causa de les lesions d'Adrián i Antonio Ayala, va fer el seu debut com a sènior amb el filial com a titular, en una derrota a fora per 0–3 contra el Sporting Villanueva Promesas a Segona Divisió B.
El juliol de 2013 Bernabé va marxar a un altre equip filial, l'Atlético de Madrid B també a la tercera divisió. Principalment suplent de Bono i David Gil, només va esdevenir titular durant la temporada 2015–16 amb el seu equip a la Tercera Divisió.
El 5 de juliol de 2017, Bernabé va deixar l'Atleti, malgrat entrenar-se regularment amb el primer equip des de l'octubre de 2014. El 20 de juliol, va signar un contracte de tres anys amb l'equip de Segona divisió Gimnàstic de Tarragona, principalment com a substitut de Manolo Reina.
El 7 d'octubre de 2017 Bernabé va fer el seu debut professional com a titular, cometent un penal i sent reemplaçat per José Perales després de lesionar-se, en una derrota per 0–2 a fora contra el CD Tenerife. A mitja temporada 2018–19, va esdevenir titular amb l'entrenador Enrique Martín, avançant Isaac Becerra, que havia arribat nou.
L'1 de juny de 2020, Bernabé va rescindir el seu contracte amb el Nàstic, i va signar-ne un per dos anys amb l'Albacete Balompié de la segona divisió el 15 d'ugust.